# Rhynchosia nummularia
Rhynchosia nummularia är en ärtväxtart som först beskrevs av Carl von Linné, och fick sitt nu gällande namn av Dc. Rhynchosia nummularia ingår i släktet Rhynchosia och familjen ärtväxter. Inga underarter finns listade i Catalogue of Life.